# Daewoo LeMans
Daewoo LeMans — автомобиль среднего класса, выпускаемый южнокорейской компанией Daewoo с 1986 по 2007 год. Вытеснен с конвейера моделью Daewoo Nexia.

## Первое поколение (LeMans; 1986—1994)
Автомобиль Daewoo LeMans впервые был представлен в июле 1986 года. Это первый автомобиль южно-корейской разработки с аэродинамическим дизайном.
В середине 1987 года автомобиль поступил в продажу в Северной Америке под названием Pontiac LeMans. Также автомобиль продавался в Канаде под названием Passport Optima.
В Австралии автомобиль назывался Daewoo 1.5i, а в Южной Корее — Daewoo LeMans Penta5 (5 дверей) и Daewoo Racer (3 двери). По состоянию на февраль 1997 года было произведено более 1 миллиона автомобилей.

### Двигатели
| Объём и расположение цилиндров | Модель | Годы производства |
| ------------------------------ | ------ | ----------------- |
| 1.5 л (L4)                     | A15MF  | 1986—1994         |
| 1.6 л (L4)                     | G16SF  | 1986—1994         |
| 2.0 л (L4)                     | C20LZ  | 1986—1994         |

### Галерея

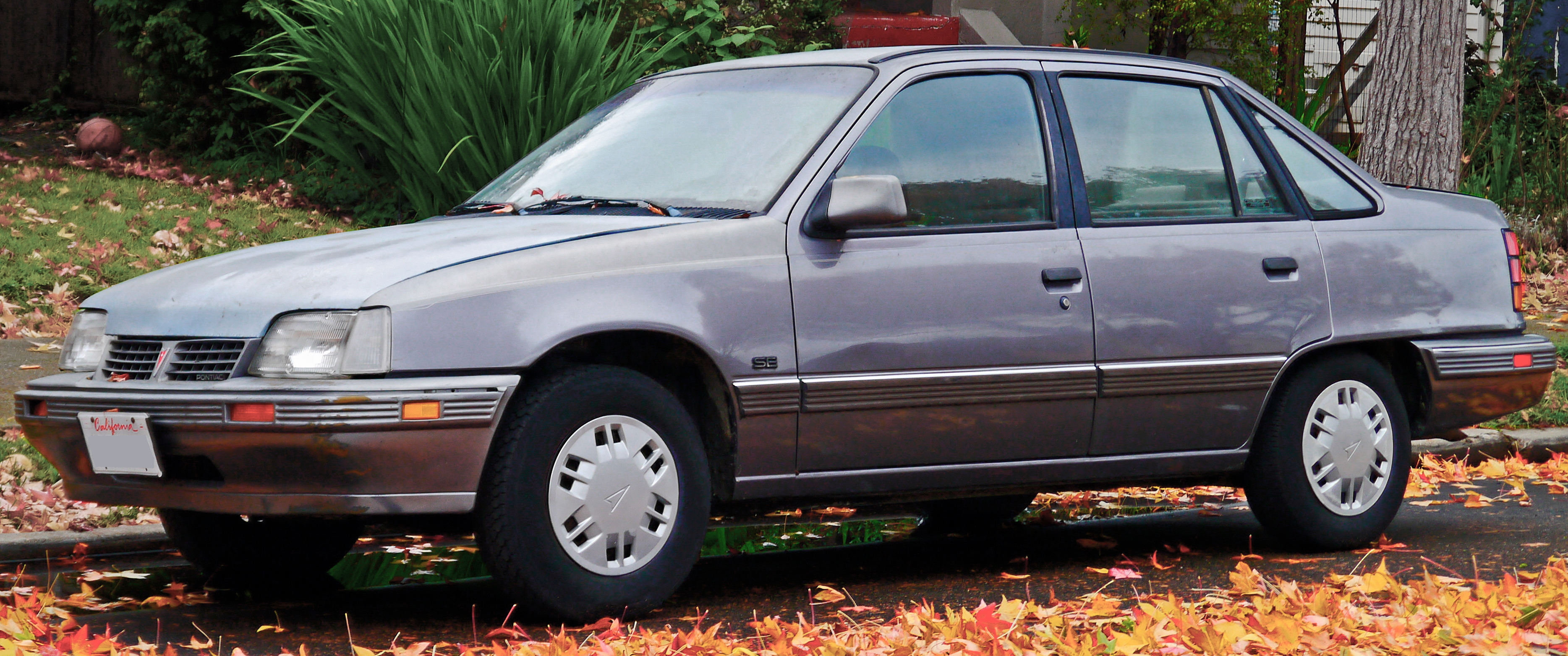
Pontiac LeMans SE
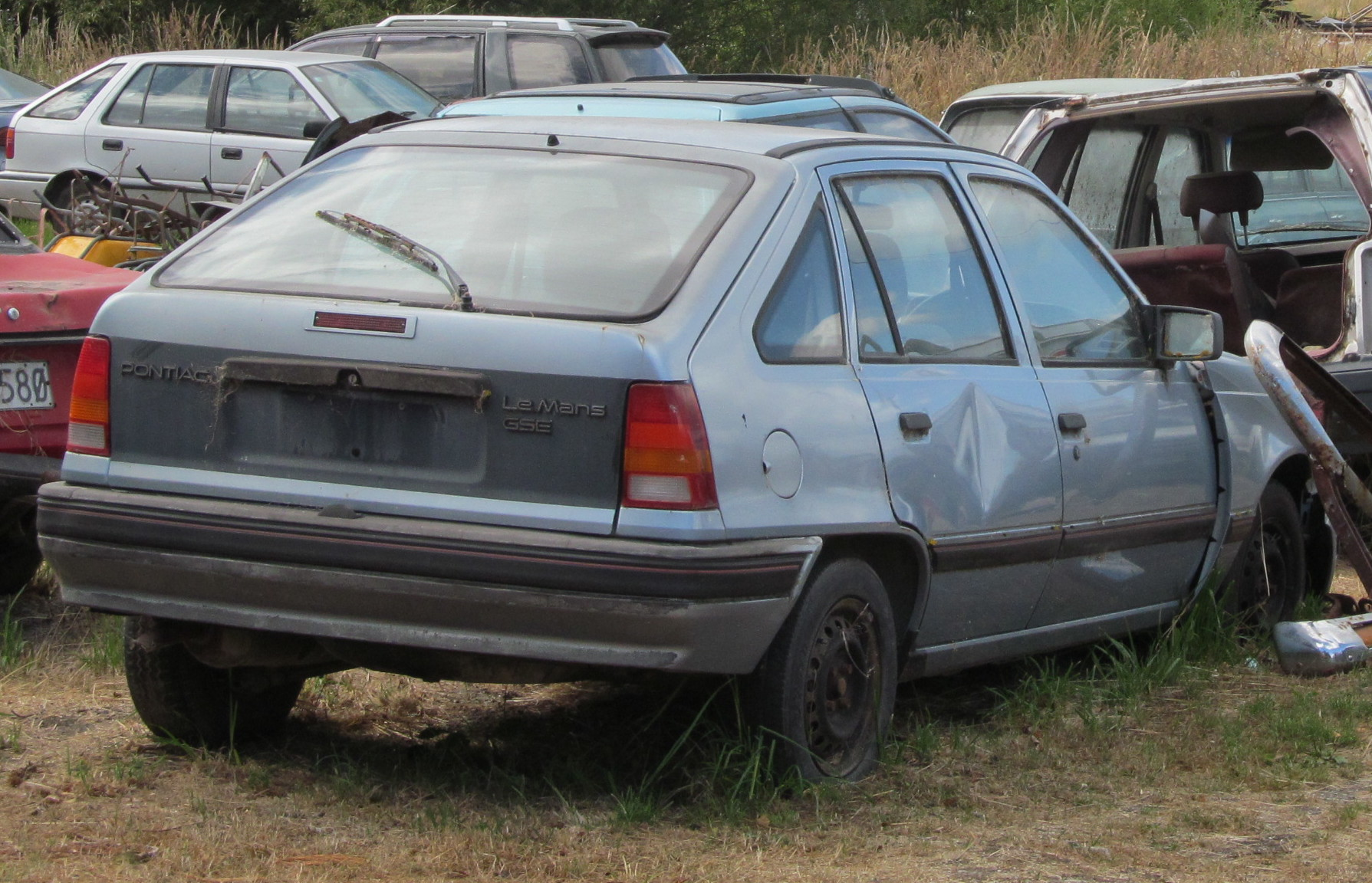
Вид сзади
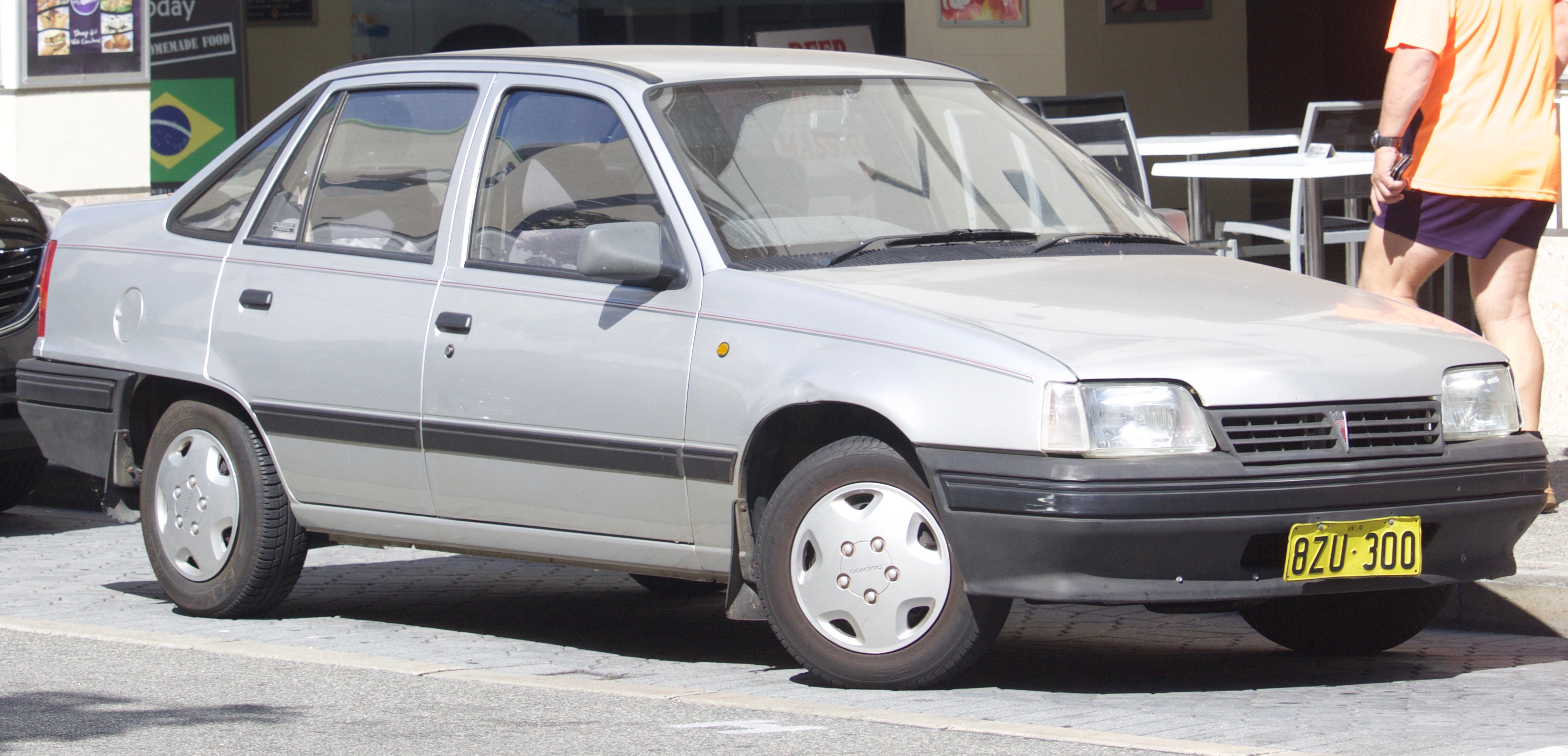
Daewoo 1.5i
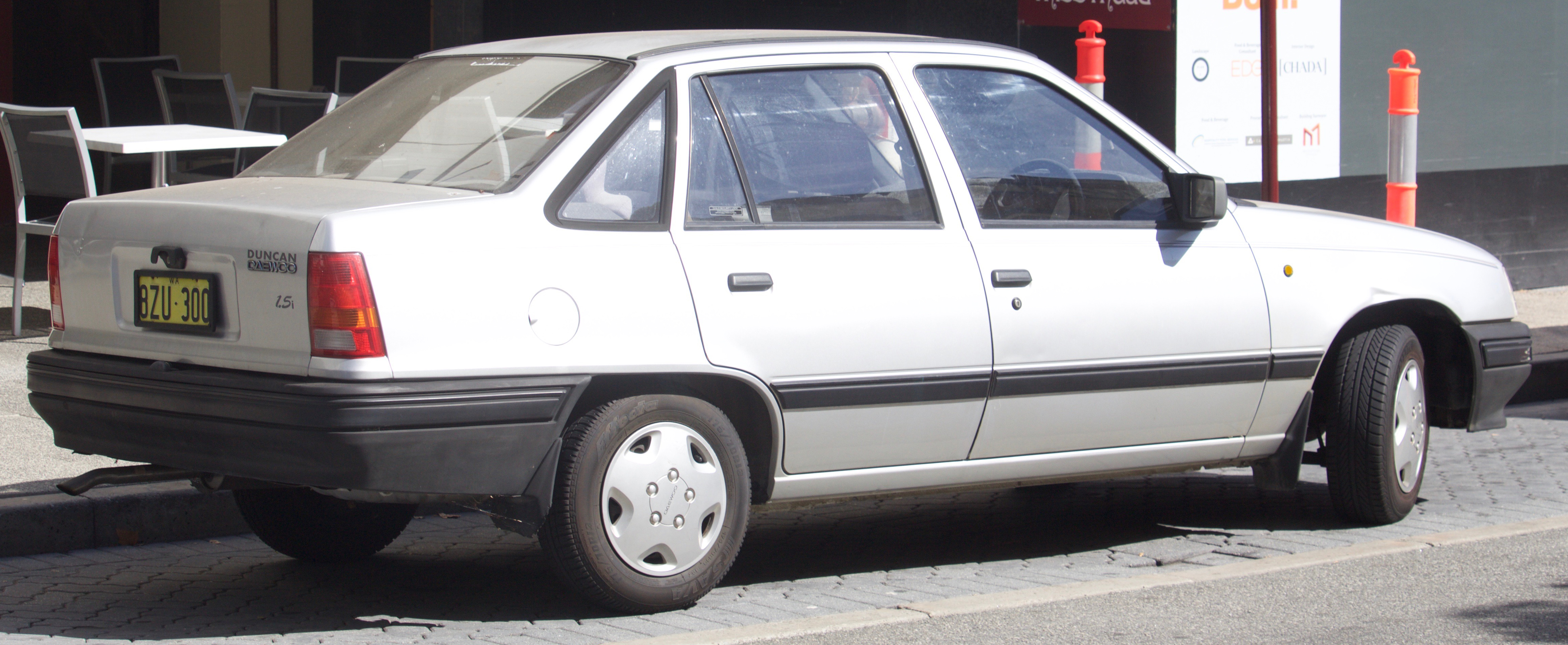
Daewoo 1.5i
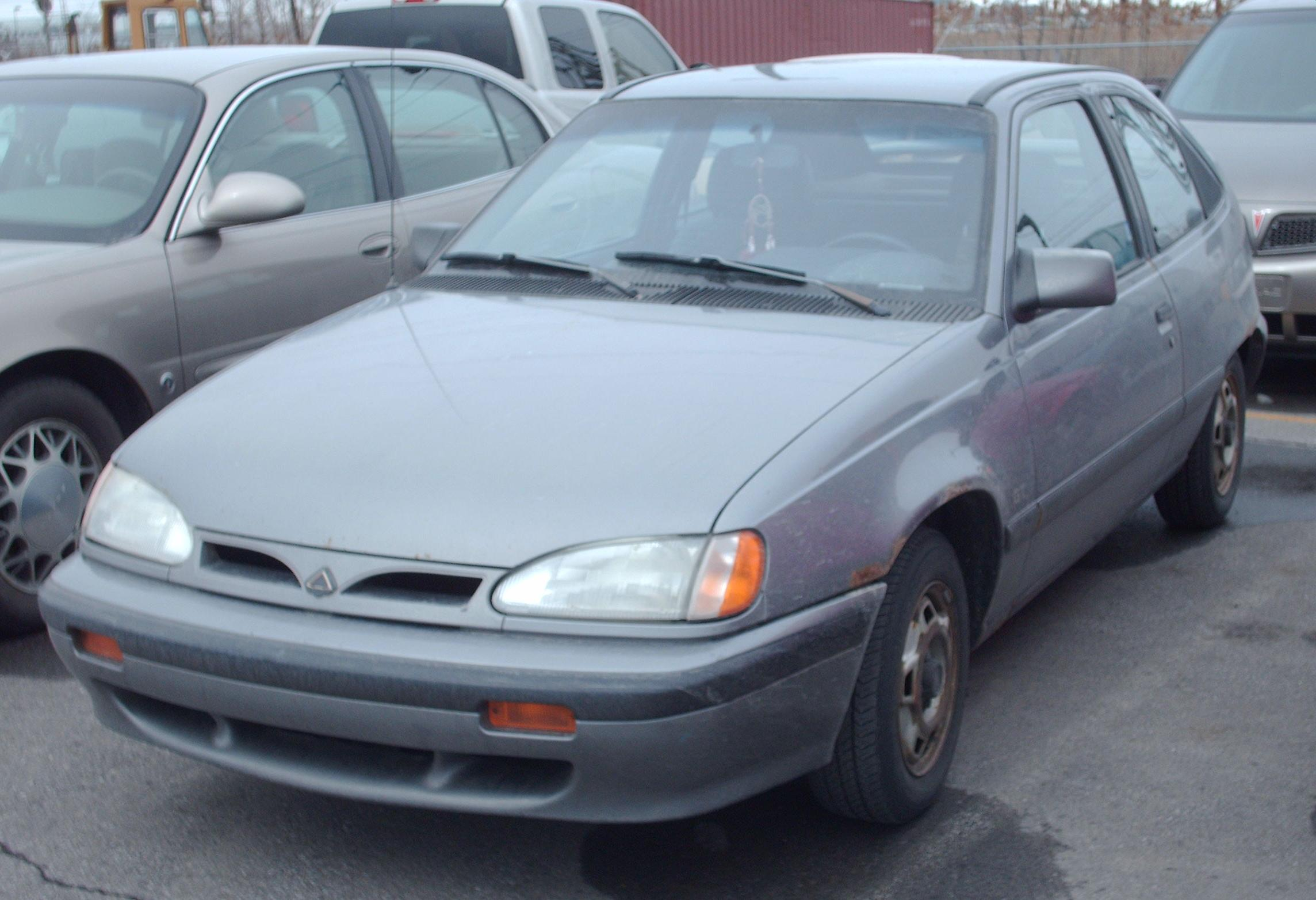
Asüna GT
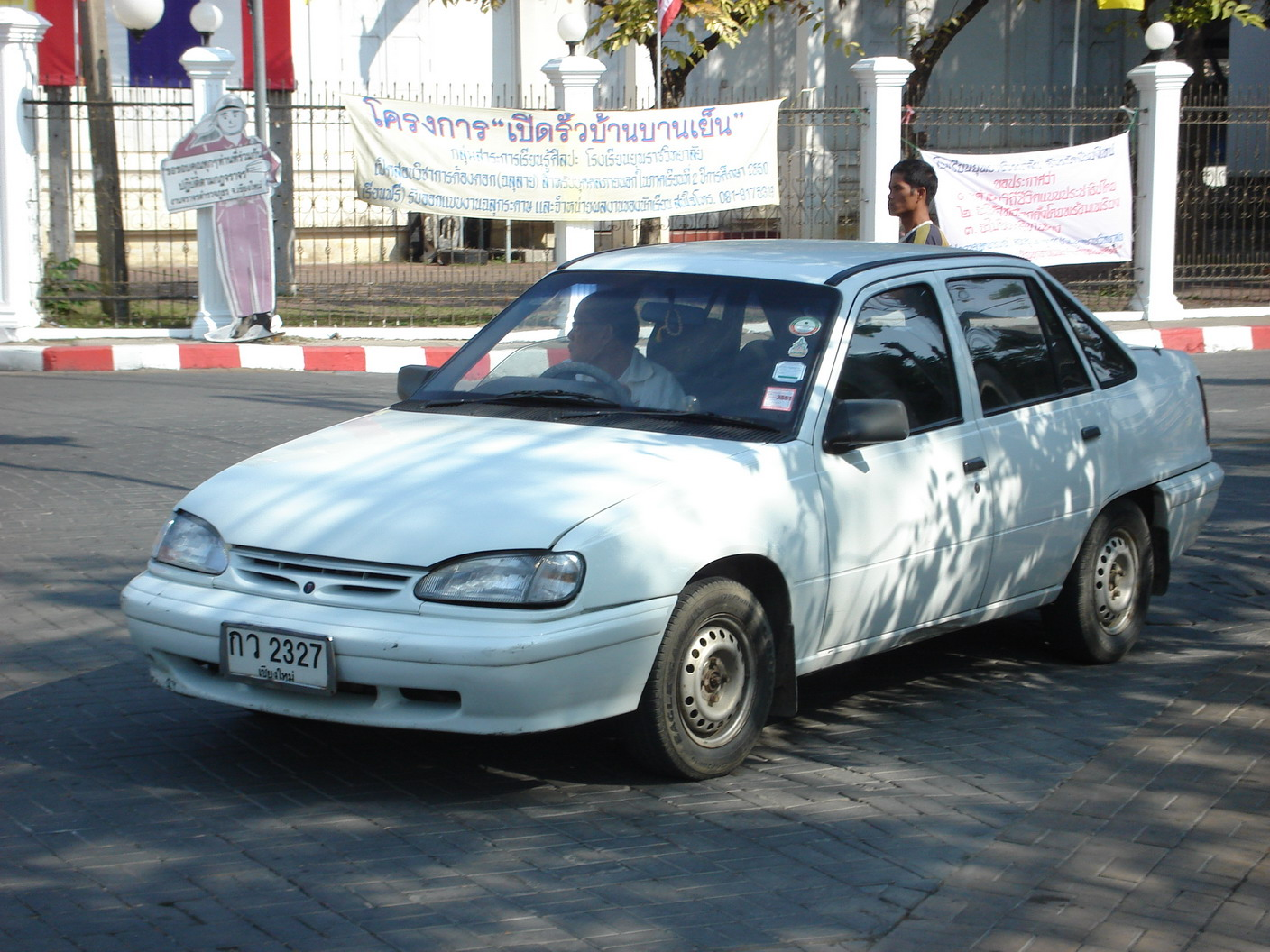
Daewoo Fantasy
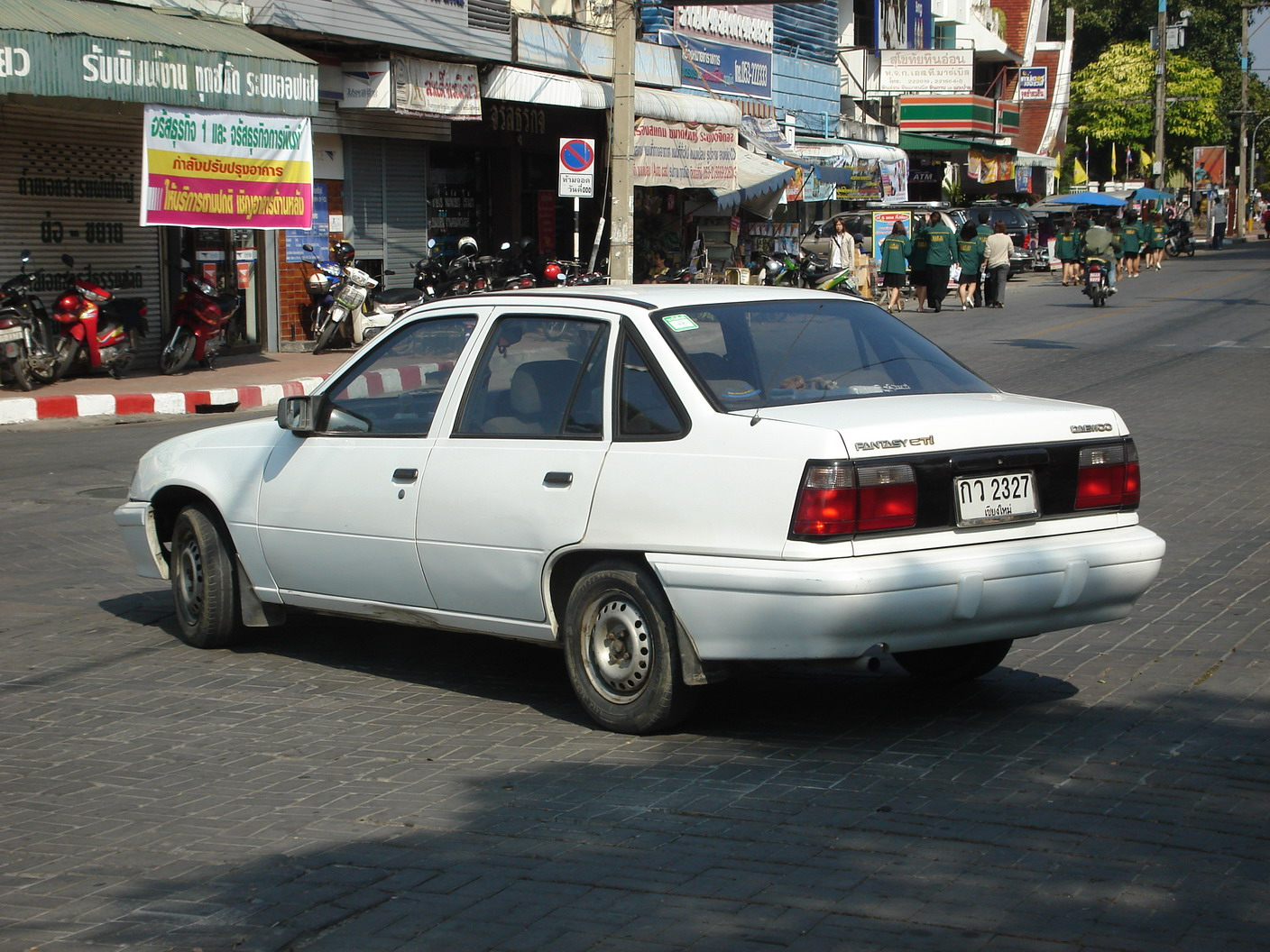
Daewoo Fantasy
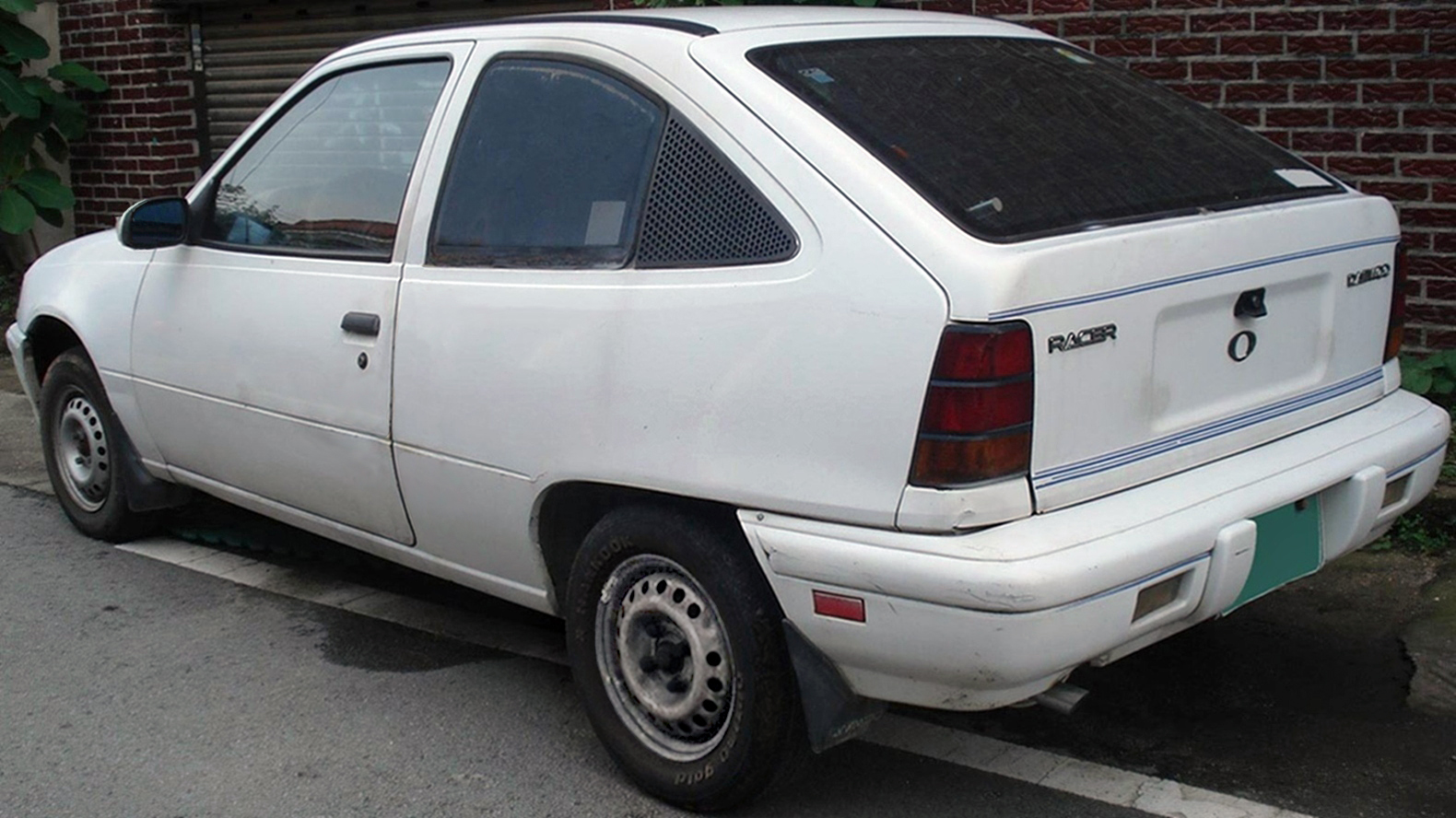
Daewoo Racer

## Второе поколение (Cielo; 1994—2007)
Автомобиль Daewoo Cielo был представлен в 1994 году. Он производился на платформе T-car. По сравнению с Opel Kadett E, автомобиль не производился с кузовом универсал. Производство завершилось в 2007 году.

### Двигатели
| Объём и расположение цилиндров | Модель | Годы производства | Объём    | Масса                 | Мощность                 | Крутящий момент              | Разгон до 100 км/ч (62 миль/ч) | ЭКО-стандарт |
| ------------------------------ | ------ | ----------------- | -------- | --------------------- | ------------------------ | ---------------------------- | ------------------------------ | ------------ |
| 1.5 л SOHC 8V                  | G15MF  | 1996—2000         | 1498 см3 | 1025 кг (2260 фунтов) | 75 л. с. при 5400 об/мин | 127 Н*м при 3200 об/мин      | 12,5 сек.                      | Евро-0       |
| 1.5 л DOHC 16V                 | A15MF  | 2000—2004         | 1498 см3 | 1088 кг (2399 фунтов) | 84 л. с. при 4800 об/мин | 136 Н*м при 3400—4600 об/мин | 12,2 сек.                      | Eвро-2       |
| 1.5 л SOHC 8V                  | A15SMS | 2004—2007         | 1498 см3 | 1078 кг (2377 фунтов) | 80 л. с. при 5600 об/мин | 123 Н*м при 3200 об/мин      | 12,8 сек.                      | Евро-3       |

### Галерея

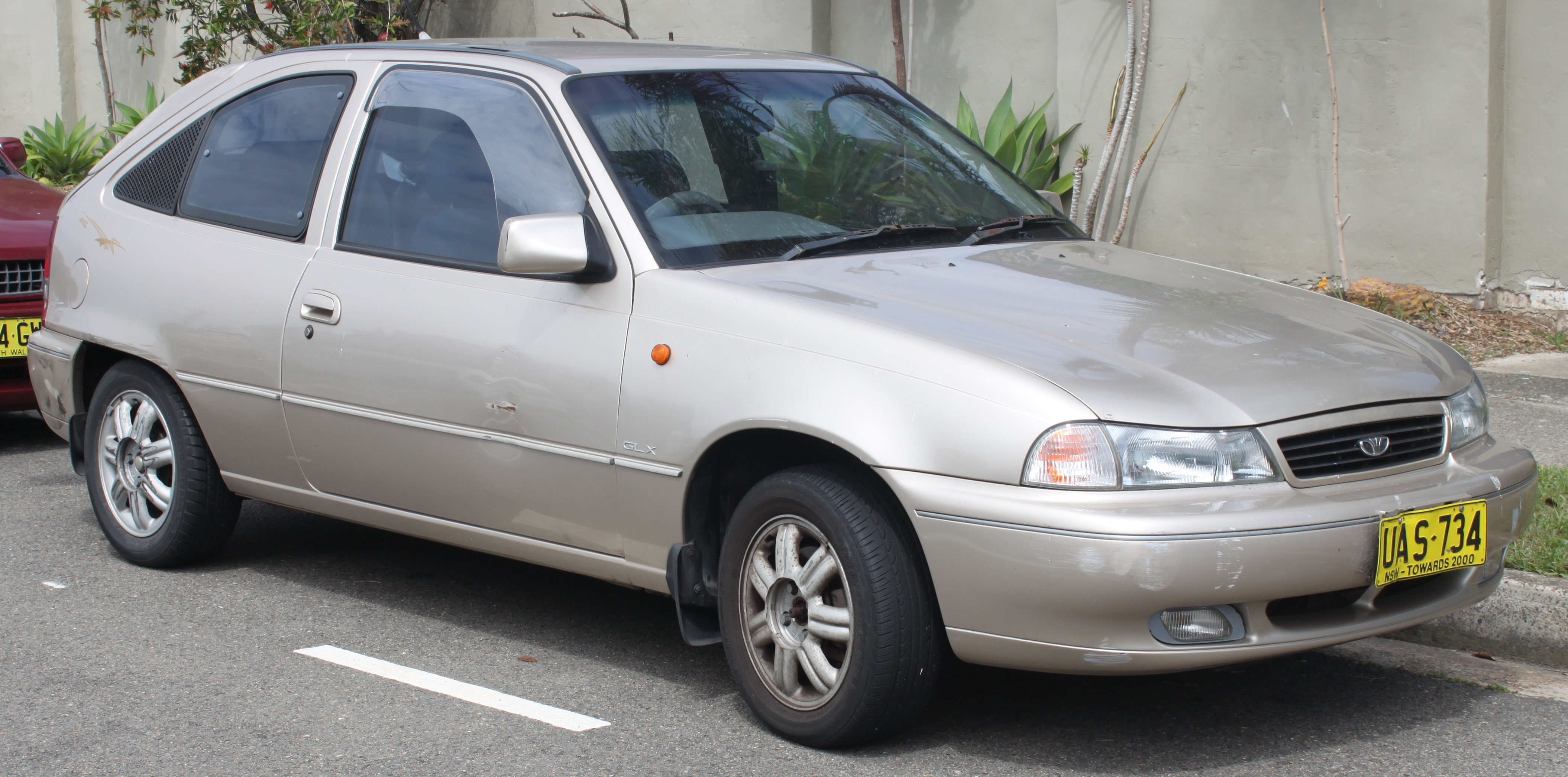
Daewoo Cielo GLX
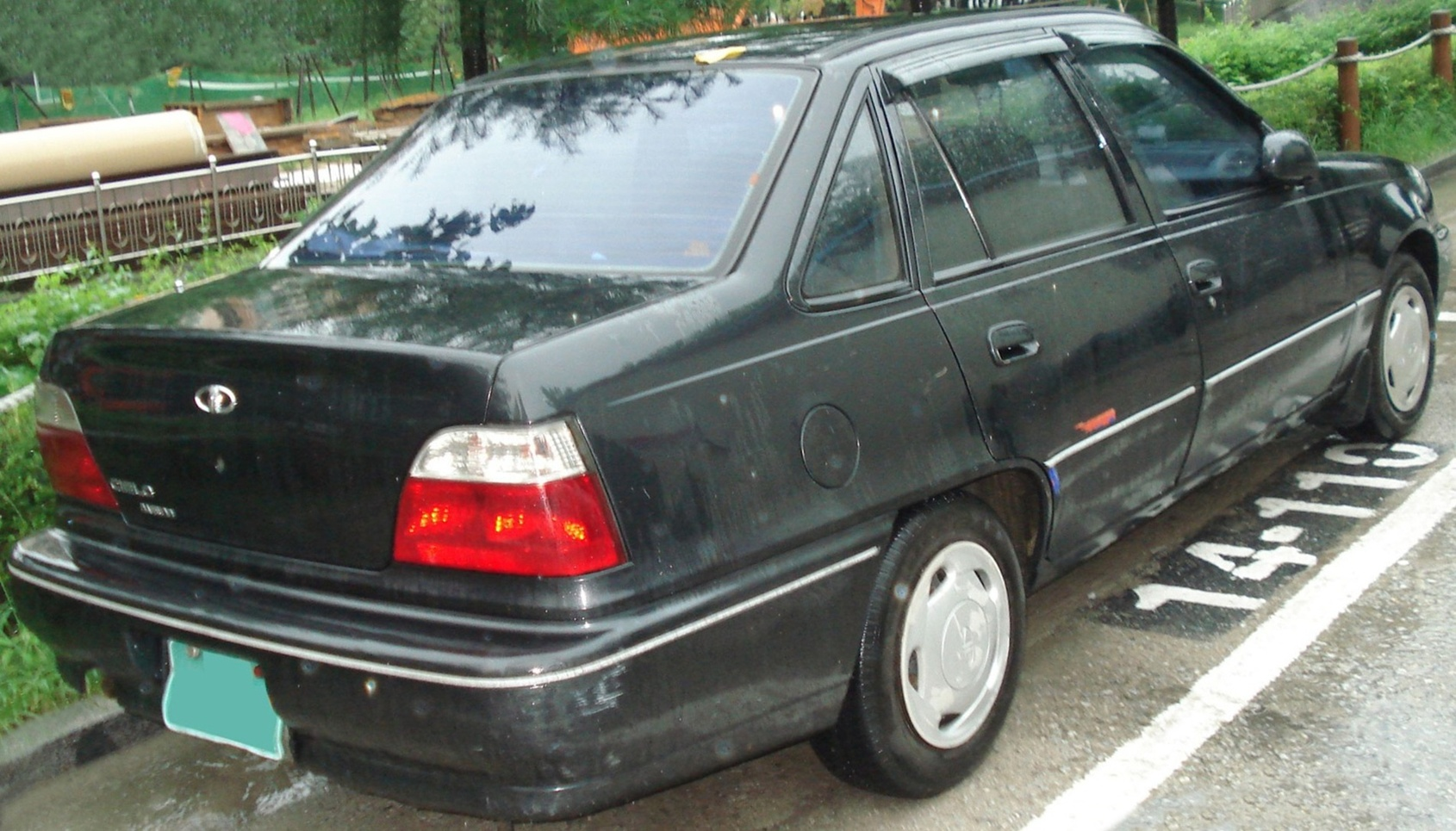
Daewoo Cielo
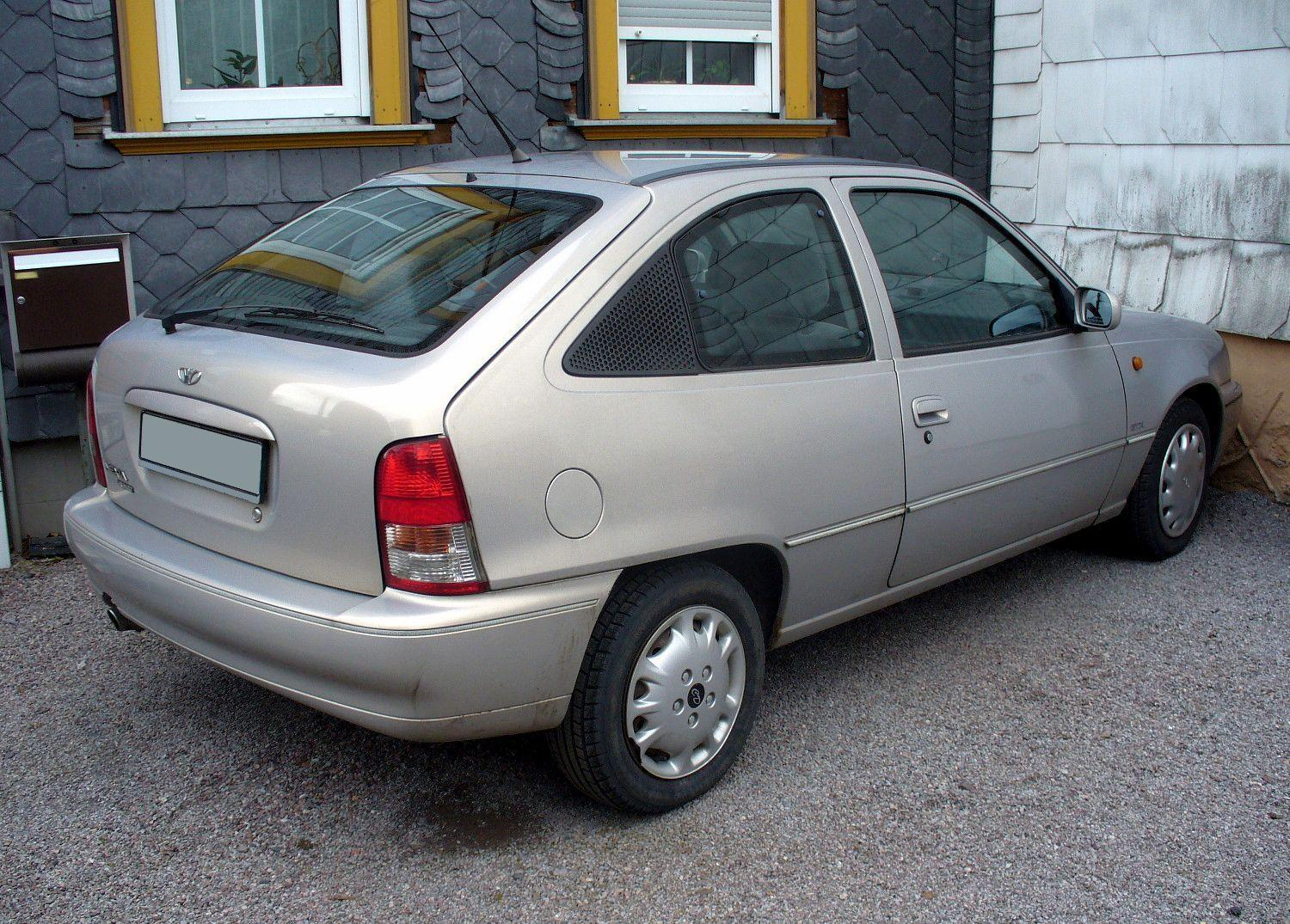
Daewoo Nexia
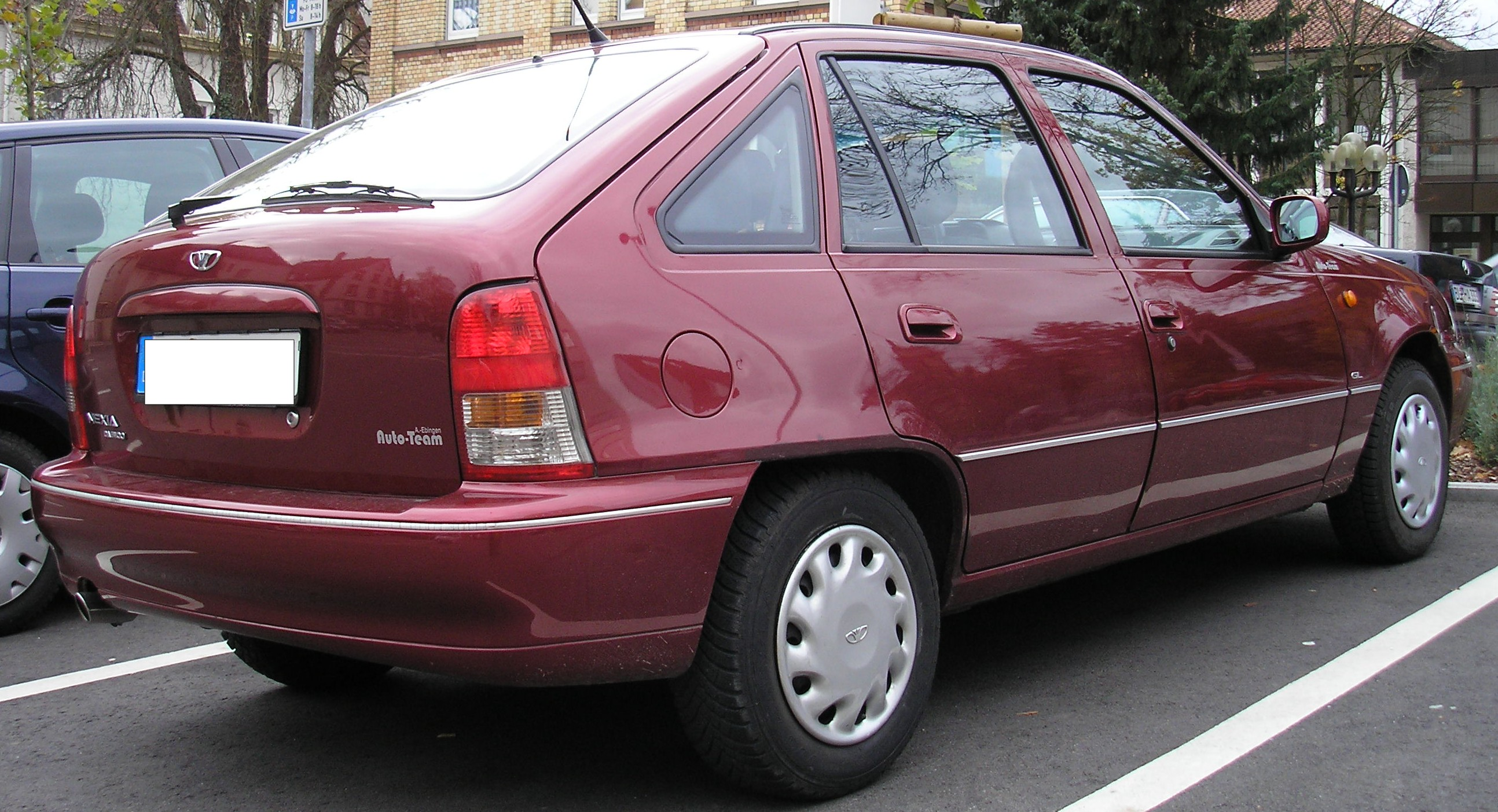
Daewoo Nexia
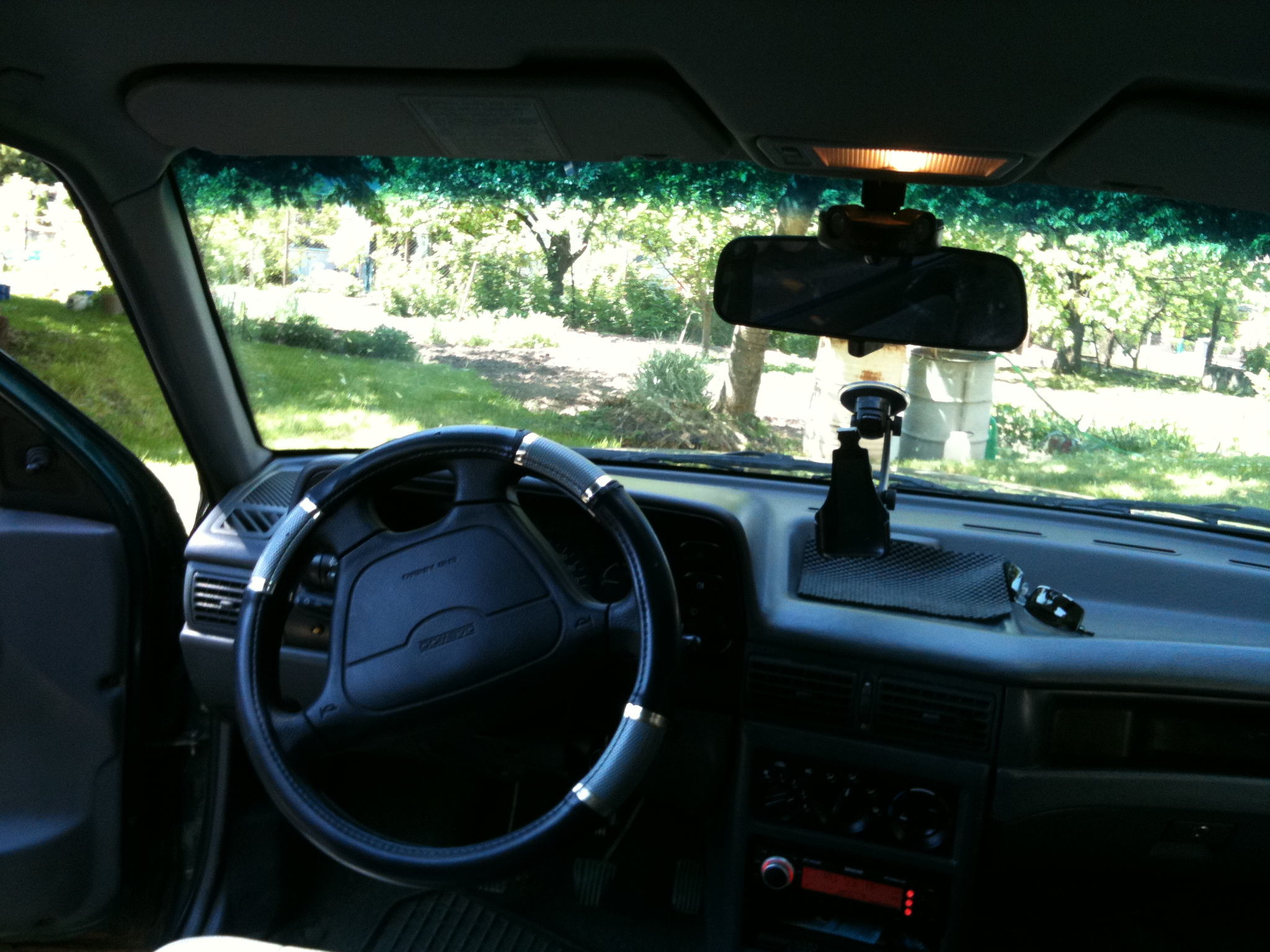
Место водителя